# Милрој (Пенсилванија)
Милрој (енгл. Milroy) насељено је место без административног статуса у америчкој савезној држави Пенсилванија.

## Демографија
По попису из 2010. године број становника је 1.498, што је 112 (8,1%) становника више него 2000. године.
| Група             | 2000.         | 2010.         |
| Белци             | 1.378 (99,4%) | 1.462 (97,6%) |
| Афроамериканци    | 0 (0,0%)      | 2 (0,1%)      |
| Азијати           | 0 (0,0%)      | 7 (0,5%)      |
| Хиспаноамериканци | 6 (0,4%)      | 7 (0,5%)      |
| Укупно            | 1.386         | 1.498         |